# Кайзер, Отто (фигурист)
Отто Кайзер (8 мая 1901, Вена — 7 июня 1977) — австрийский фигурист, выступавший  в парном разряде. В паре с Лилли Шольц, он — серебряный  призёр зимних Олимпийских игр в  Санкт-Морице,  чемпион мира 1929 и четырёхкратный  чемпион Австрии.

## Результаты выступлений
| Соревнования       | 1924 | 1925 | 1926 | 1927 | 1928 | 1929 |
| ------------------ | ---- | ---- | ---- | ---- | ---- | ---- |
| Олимпийские игры   |      |      |      |      | 2    |      |
| Чемпионаты мира    |      | 3    | 2    | 2    | 2    | 1    |
| Чемпионаты Австрии | 1    |      |      | 1    | 1    | 1    |